# アブロ バイソン
アブロ バイソン
バイソンII
- 用途：偵察機
- 製造者：アブロ[1]
- 運用者：イギリス空軍（艦隊航空隊）
- 初飛行：1921年[1]
- 生産数：55[1]
- 運用開始：1922年
- 退役：1929年[1]
- 運用状況：退役[1]

アブロ バイソン（Avro 555 Bison）は、イギリスアブロ製の艦載観測機・偵察機。単発の複葉機である。

## 開発
バイソンはイギリス空軍省の要求仕様3/21で求められた、艦載観測機・偵察機として設計された。1921年10月、試作機3機の発注を競合機ブラックバーン ブラックバーンと共に獲得した。バイソンは、2つの隔室を持つ複葉機でブラックバーン ブラックバーンと同じネイピア ライオンをエンジンとしていた。深く、平面的な側面を持つ機体は、鋼鉄のチューブから形成されており、パイロットは主翼前方の開放式コクピットに搭乗し、エンジンカウルはパイロットの前で下方に鋭く形作られていた。機内のキャビンは両側面に長方形の大きな窓を有し、通信士と航空士の席と装備が備えられていた。室内は、立ち上がることが出来るだけの広さがあり、その後方にはスカーフリング式銃座に取り付けられたルイス軽機関銃を扱う機銃手の座席となっていた。上翼は、機体に直接取り付けられていた。
試作機は1921年に初飛行、それに続いて12機のバイソンIが発注された。上翼の上面の気流がコクピットに干渉するため、バイソンは操縦に難があった。これは、試作2号機で主翼の設計を変更することで解決された。具体的には、上翼の上反角を無くし、中央部を2フィート（0.6m）持ち上げることによって対策され、この機体は1923年4月に飛行した。この修正を取り入れた設計にはバイソンIIの名称が与えられ、さらなる受注を得た。バイソンIの数機は同様の改修を受け、バイソンIAと呼称された。1機のバイソンIが要求仕様8/23に基づいてフロートと引き込み式の車輪を取り付け、水上機555B バイソンIに改造されて試験を行ったが、水上機の母体としては不適当であると判明した。

## 運用
1922年に最初の量産機が納入され、イギリス空軍第3飛行隊のウエストランド ワルラスを更新した。1923年4月、第3飛行隊は解散し、艦隊航空隊の偵察飛行隊として再編された。アーガス、イーグル、フューリアスの空母飛行隊とイングランドのゴスポート及びマルタのハルファールの沿岸航空隊に展開した。1929年、フェアリー IIIFによって更新され、退役した。

### 運用者
- イギリス空軍（艦隊航空隊）421、423、447、448飛行隊

## 型式
- アブロ 555 バイソン：試作機。
- アブロ 555 バイソンI：12機が製造された初期型。残存機体はIAに改修された。
- アブロ 555 バイソンIA：上翼の翼間隔を改善、ドーサルフィンを追加した改修型。
- アブロ 555A バイソンII：上翼の翼間隔を改善した改良型。23機が生産された。
- アブロ 555B バイソンI：水上機改造型、不採用。

## 要目（バイソンII）
Jackson前掲書、208ページより。
- 乗員： 4名
- 全長： 36フィート（10.98m）
- 翼幅： 46フィート（14.02m）
- 全高： 14フィート2インチ（4.32m）
- 翼面積： 630平方フィート （58.6m2）
- 空虚重量： 4,116ポンド（1,871kg）
- 最大離陸重量： 6,132ポンド（2,787kg）
- エンジン： ネイピア ライオンII 1基 480hp（358kW）
- 最高速度：108マイル/h（174km/h、94ノット）
- 巡航速度：90マイル/h（145km/h、78ノット）
- 航続距離：360マイル（313nmi、580km）
- 上昇限度：12,000フィート（3,660m）
- 上昇率：450フィート/分（2.3m/s）
- 武装：0.303口径（7.7mm）ヴィッカース機銃（胴体）、0.303口径（7.7mm）ルイス機銃（後席、スカーフリング式銃座）
  - 爆弾：翼下ラックに爆弾の搭載が可能